# Barbagia
Barbagia je region ve východní Sardinii. Má rozlohu 1300 km² a žije zde okolo 120 000[zdroj⁠?!] obyvatel. Největším městem je Nuoro.

## Geografie
Barbagia se nachází v pohoří Gennargentu. Fonni je nejvýše položenou obcí na Sardinii. Kraj je odlehlý a řídce osídlený, obyvatelé se zabývají převážně pastevectvím ovcí a pěstováním vinné révy. Zachoval se zde původní sardinský jazyk a rázovitý folklór, Orgosolo je známé svými nástěnnými malbami. Oblast patří k tzv. modrým zónám, vyznačujícím se dlouhověkostí svých obyvatel.

## Historie
Ačkoli byla Sardinie součástí Římské říše, její vnitrozemí nebylo poznamenáno římskou civilizací. Římané nazývali místní obyvatele „mastrucati latrones“ (zloději v kůžích) a z Cicerovy poznámky o místních barbarech vznikl název Barbagia. V šestém století přijal místní náčelník Ospitone křesťanství. Místní hory byly ještě ve dvacátém století útočištěm banditů.

## Části
- Barbagia di Seùlo
- Barbagia di Belvì
- Barbagia di Ollolai
- Mandrolisai
- Ogliastra